# Krisztofer Horváth
Krisztofer György Horváth (Hévíz, 8 gennaio 2002) è un calciatore ungherese, centrocampista dell'Újpest e della nazionale ungherese.

## Caratteristiche tecniche
Trequartista, viene talvolta impiegato come esterno offensivo o falso nueve.

## Carriera

### Club
Horváth ha iniziato la propria carriera nello Zalaegerszeg, club dove è approdato nel 2013 proveniente dall'Héviz. Nel 2015, all'età di tredici anni, gli è stato diagnosticato un tumore ai linfonodi da cui è guarito solamente tre anni dopo, periodo nel quale non ha dovuto sospendere l'attività calcistica.
Tornato a giocare nel 2018, è stato incluso nella rosa della prima squadra ed il 25 marzo ha fatto il suo esordio nel calcio professionistico giocando l'incontro di Nemzeti Bajnokság II vinto 1-0 contro il Békéscsaba. Il 27 maggio successivo ha realizzato la sua prima rete nel successo per 3-1 contro il Soproni VSE.
Nel gennaio 2019 è stato acquistato in prestito dalla SPAL, dove è stato inserito nella formazione Primavera. L'anno successivo è stato confermato dal club ferrarese, con cui ha realizzato 6 gol e 4 assist in 11 incontri nel Campionato Primavera 2 ottenendo la promozione. Sul finire della stagione è stato convocato dalla prima squadra ed il 26 luglio 2020 ha debuttato in Serie A sostituendo Gabriel Strefezza nel pareggio casalingo per 1-1 contro il Torino. In seguito è stato riscattato ed ha preso parte alle successive due partite contro Verona e Fiorentina, sempre da subentrante.
Il 25 settembre 2020 è stato acquistato dal Torino a titolo definitivo. Con i granata ha trascorso una stagione con la formazione Primavera, scendendo in campo con la prima squadra solo in Coppa Italia contro la Virtus Entella, quando ha sostituito Jacopo Segre nei minuti di recupero finali.
Nel 2021 ha fatto ritorno in patria in prestito allo Szeged 2011, in seconda divisione. Nel club si è reso protagonista di una stagione particolarmente proficua in cui ha realizzato 19 reti e 12 assist nei 33 incontri. Tornato in Italia ha effettuato la preparazione estiva con i granata prima di rinnovare il contratto e passare in prestito al Debrecen. Il 12 agosto ha debuttato nella massima divisione del suo Paese scendendo in campo contro il Vasas. A gennaio il trasferimento si è interrotto ed il giocatore è passato con la stessa formula al Kecskemét fino al termine della stagione. Con 15 presenze e 6 reti contribuisce al raggiungimento del secondo posto in campionato e alla qualificazione ai preliminari dell'Europa Conference League.
Il 4 agosto 2023 ha rinnovato il proprio contratto con il Torino fino al 2025 ed ha fatto ritorno al club bianco-viola anche per la stagione 2023-2024.
Il 29 agosto 2024 viene ceduto a titolo definitivo all'Újpest.

### Nazionale
Ha giocato nelle nazionali giovanili ungheresi Under-16 ed Under-21.
Nell'agosto del 2023 viene convocato per la prima volta in nazionale maggiore, con cui esordisce il 10 settembre del medesimo anno nell'amichevole pareggiata 1-1 contro la Rep. Ceca.

## Statistiche
Statistiche aggiornate al 19 giugno 2024.

### Presenze e reti nei club
| Stagione            | Squadra             | Campionato          | Campionato | Campionato | Coppe nazionali | Coppe nazionali | Coppe nazionali | Coppe continentali | Coppe continentali | Coppe continentali | Altre coppe | Altre coppe | Altre coppe | Totale | Totale | Totale |
| Stagione            | Squadra             | Comp                | Pres       | Reti       | Comp            | Pres            | Reti            | Comp               | Pres               | Reti               | Comp        | Pres        | Reti        | Pres   | Reti   |        |
| ------------------- | ------------------- | ------------------- | ---------- | ---------- | --------------- | --------------- | --------------- | ------------------ | ------------------ | ------------------ | ----------- | ----------- | ----------- | ------ | ------ | ------ |
| 2017-2018           | Zalaegerszeg        | NBII                | 8          | 1          | CU              | 0               | 0               |                    | -                  | -                  |             | -           | -           | 8      | 1      |        |
| 2018-2019           | Zalaegerszeg        | NBII                | 14         | 1          | CU              | 1               | 0               |                    | -                  | -                  |             | -           | -           | 15     | 1      |        |
| Totale Zalaegerszeg | Totale Zalaegerszeg | Totale Zalaegerszeg | 22         | 2          |                 | 1               | 0               |                    | -                  | -                  |             | -           | -           | 23     | 2      |        |
| 2019-2020           | SPAL                | A                   | 3          | 0          | CI              | 1               | 0               |                    | -                  | -                  |             | -           | -           | 4      | 0      |        |
| 2020-2021           | Torino              | A                   | 0          | 0          | CI              | 1               | 0               |                    | -                  | -                  |             | -           | -           | 1      | 0      |        |
| 2021-2022           | Szeged 2011         | NBII                | 30         | 19         | CU              | 3               | 0               |                    | -                  | -                  |             | -           | -           | 33     | 19     |        |
| 2021-2022           | Debrecen            | NBI                 | 7          | 0          | CU              | 2               | 1               |                    | -                  | -                  |             | -           | -           | 9      | 1      |        |
| gen.-giu.2023       | Kecskemét           | NB I                | 15         | 6          | CU              | -               | -               |                    |                    |                    |             |             |             | 15     | 6      |        |
| 2023-2024           | Kecskemét           | NB I                | 31         | 11         | CU              | 2               | 1               | UECL               | -                  | -                  |             |             |             | 33     | 12     |        |
| Totale Kecskemét    | Totale Kecskemét    | Totale Kecskemét    | 46         | 17         |                 | 2               | 1               |                    |                    |                    |             |             |             | 48     | 18     |        |
| Totale carriera     | Totale carriera     | Totale carriera     | 109        | 38         |                 | 10              | 2               |                    | -                  | -                  |             | -           | -           | 118    | 40     |        |

### Cronologia presenze e reti in nazionale
| Cronologia completa delle presenze e delle reti in nazionale ― Ungheria | Cronologia completa delle presenze e delle reti in nazionale ― Ungheria | Cronologia completa delle presenze e delle reti in nazionale ― Ungheria | Cronologia completa delle presenze e delle reti in nazionale ― Ungheria | Cronologia completa delle presenze e delle reti in nazionale ― Ungheria | Cronologia completa delle presenze e delle reti in nazionale ― Ungheria | Cronologia completa delle presenze e delle reti in nazionale ― Ungheria | Cronologia completa delle presenze e delle reti in nazionale ― Ungheria |
| Data                                                                    | Città                                                                   | In casa                                                                 | Risultato                                                               | Ospiti                                                                  | Competizione                                                            | Reti                                                                    | Note                                                                    |
| ----------------------------------------------------------------------- | ----------------------------------------------------------------------- | ----------------------------------------------------------------------- | ----------------------------------------------------------------------- | ----------------------------------------------------------------------- | ----------------------------------------------------------------------- | ----------------------------------------------------------------------- | ----------------------------------------------------------------------- |
| 10-9-2023                                                               | Budapest                                                                | Ungheria                                                                | 1 – 1                                                                   | Rep. Ceca                                                               | Amichevole                                                              | -                                                                       | 72’                                                                     |
| 19-11-2023                                                              | Budapest                                                                | Ungheria                                                                | 3 – 1                                                                   | Montenegro                                                              | Qual. Euro 2024                                                         | -                                                                       | 64’                                                                     |
| Totale                                                                  |                                                                         | Presenze                                                                | 2                                                                       |                                                                         | Reti                                                                    | 0                                                                       |                                                                         |

| Cronologia completa delle presenze e delle reti in nazionale ― Ungheria under 21 | Cronologia completa delle presenze e delle reti in nazionale ― Ungheria under 21 | Cronologia completa delle presenze e delle reti in nazionale ― Ungheria under 21 | Cronologia completa delle presenze e delle reti in nazionale ― Ungheria under 21 | Cronologia completa delle presenze e delle reti in nazionale ― Ungheria under 21 | Cronologia completa delle presenze e delle reti in nazionale ― Ungheria under 21 | Cronologia completa delle presenze e delle reti in nazionale ― Ungheria under 21 | Cronologia completa delle presenze e delle reti in nazionale ― Ungheria under 21 |
| Data                                                                             | Città                                                                            | In casa                                                                          | Risultato                                                                        | Ospiti                                                                           | Competizione                                                                     | Reti                                                                             | Note                                                                             |
| -------------------------------------------------------------------------------- | -------------------------------------------------------------------------------- | -------------------------------------------------------------------------------- | -------------------------------------------------------------------------------- | -------------------------------------------------------------------------------- | -------------------------------------------------------------------------------- | -------------------------------------------------------------------------------- | -------------------------------------------------------------------------------- |
| 24-3-2022                                                                        | Budapest                                                                         | Ungheria under 21                                                                | 4 – 0                                                                            | San Marino under 21                                                              | Qual. Europeo Under-21 2023                                                      | -                                                                                | 61’                                                                              |
| 23-9-2022                                                                        | Budapest                                                                         | Ungheria under 21                                                                | 1 – 0                                                                            | Bulgaria under 21                                                                | Amichevole                                                                       | -                                                                                | 61’                                                                              |
| 27-9-2022                                                                        | Szombathely                                                                      | Ungheria under 21                                                                | 1 – 0                                                                            | Lituania under 21                                                                | Amichevole                                                                       | -                                                                                | 46’                                                                              |
| 24-3-2023                                                                        | Rizoupoli                                                                        | Grecia under 21                                                                  | 0 – 1                                                                            | Ungheria under 21                                                                | Amichevole                                                                       | -                                                                                | 61’                                                                              |
| 28-3-2023                                                                        | Pafo                                                                             | Cipro under 21                                                                   | 2 – 5                                                                            | Ungheria under 21                                                                | Amichevole                                                                       | 2                                                                                | 65’                                                                              |
| Totale                                                                           |                                                                                  | Presenze                                                                         | 5                                                                                |                                                                                  | Reti                                                                             | 2                                                                                |                                                                                  |